# 72. Golden Globe-gála
A 72. Golden Globe-gálára 2015. január 11-én, vasárnap került sor; az NBC televíziós csatorna élőben közvetítette. A 2014-ben mozikba, vagy képernyőkre került amerikai filmeket, illetve televíziós sorozatokat díjazó rendezvényt a kaliforniai Beverly Hillsben, a Beverly Hilton Hotelben tartották meg, a Hollywoodi Külföldi Tudósítók Szövetsége és a Dick Clark Productions szervezésében. A díjátadó házigazdáinak – immár harmadik egymást követő évben, s egyben utoljára – Tina Fey és Amy Poehler színésznőket kérték fel.
A jelöltek listáját 2014. december 11-én hozták nyilvánosságra. Az erről szóló bejelentést Kate Beckinsale, Peter Krause, Paula Patton és Jeremy Piven tette meg. A legtöbb jelölést mozifilmek esetében a Birdman avagy (A mellőzés meglepő ereje) (hét), a Sráckor és a Kódjátszma (öt-öt) kapta, míg a televíziós alkotások esetében a Fargo (öt) és A törvény nevében (négy).
A mozifilmek versenye kiegyensúlyozott volt: egyik film sem kapott kiugróan sok elismerést. A legeredményesebb az Sráckor volt (5 jelölésből 3 díj), a Birdman (7 jelölés) és A mindenség elmélete (4 jelölés) kettő-kettőt, a többi nagy esélyesnek tartott alkotás egy-egy díjat söpörhetett be. A drámai kategória legjobb filmje a Sráckor, a zenés filmek kategóriáé pedig A Grand Budapest Hotel lett. A nagy vesztes a Kódjátszma lett: öt jelöléséből egy díjat sem vihetett el. A televíziós alkotások közül az előző évi nyertesekből egyik sem tudott duplázni, a legjobb drámai sorozat díját a The Affair című tévésorozat, míg a legjobb vígjátékét a Transparent kapta. A négy-négy jelöléssel indított Holtodiglan és A törvény nevében egyetlen díjat sem vihetett haza. 
„A szórakoztatás világához történt kiemelkedő hozzájárulásáért” George Clooney színész vehette át a Cecil B. DeMille-életműdíjat a Julianna Margulies–Don Cheadle párostól.

## Jelölések és díjak

### Filmek
A nyertesek a táblázat első sorában, félkövérrel vannak jelölve.
| Legjobb filmes díjak | Legjobb filmes díjak |
| Legjobb filmdráma | Legjobb vígjáték vagy zenés film |
| --- | --- |
| - Sráckor - A mindenség elmélete - Foxcatcher - Kódjátszma - Selma | - A Grand Budapest Hotel - Birdman avagy (A mellőzés meglepő ereje) - Büszkeség és bányászélet - St. Vincent - Vadregény |
| Legjobb filmes alakítások (filmdráma) | |
| Színész | Színésznő |
| - Eddie Redmayne – A mindenség elmélete - Steve Carell – Foxcatcher - Benedict Cumberbatch – Kódjátszma - Jake Gyllenhaal – Éjjeli féreg - David Oyelowo – Selma                                                       | - Julianne Moore – Still Alice - Jennifer Aniston – Cake - Felicity Jones – A mindenség elmélete - Rosamund Pike – Holtodiglan - Reese Witherspoon – Vadon |
| Legjobb filmes alakítások (vígjáték vagy zenés film) | |
| Színész | Színésznő |
| - Michael Keaton – Birdman avagy (A mellőzés meglepő ereje) - Ralph Fiennes – A Grand Budapest Hotel - Bill Murray – St. Vincent - Joaquin Phoenix – Beépített hiba - Christoph Waltz – Nagy szemek                    | - Amy Adams – Nagy szemek - Emily Blunt – Vadregény - Helen Mirren – Az élet ízei - Julianne Moore – Térkép a csillagokhoz - Quvenzhané Wallis – Annie |
| Legjobb mellékszereplők (filmdráma, vígjáték vagy zenés film) | |
| Színész | Színésznő |
| - J. K. Simmons – Whiplash - Robert Duvall – A bíró - Ethan Hawke – Sráckor - Edward Norton – Birdman avagy (A mellőzés meglepő ereje) - Mark Ruffalo – Foxcatcher                                                     | - Patricia Arquette – Sráckor - Jessica Chastain – A Most Violent Year - Keira Knightley – Kódjátszma - Emma Stone – Birdman avagy (A mellőzés meglepő ereje) - Meryl Streep – Vadregény                                                                                        |
| Egyéb | |
| Legjobb rendező | Legjobb forgatókönyv |
| - Richard Linklater – Sráckor - Wes Anderson – A Grand Budapest Hotel - Ava DuVernay – Selma - David Fincher – Holtodiglan - Alejandro González Iñárritu – Birdman avagy (A mellőzés meglepő ereje)                    | - Alejandro González Iñárritu, Nicolás Giacobone, Alexander Dinelaris, Jr., Armando Bo – Birdman avagy (A mellőzés meglepő ereje) - Wes Anderson – A Grand Budapest Hotel - Gillian Flynn – Holtodiglan - Richard Linklater – Sráckor - Graham Moore – Kódjátszma               |
| Legjobb eredeti filmzene | Legjobb eredeti filmbetétdal |
| - Jóhann Jóhannsson – A mindenség elmélete - Alexandre Desplat – Kódjátszma - Trent Reznor és Atticus Ross – Holtodiglan - Antonio Sánchez – Birdman avagy (A mellőzés meglepő ereje) - Hans Zimmer – Csillagok között | - „Glory” – Selma (John Legend és Common) - „Big Eyes” – Nagy szemek (Lana Del Rey) - „Mercy Is” – Noé (Patti Smith és Lenny Kaye) - „Opportunity” – Annie (Greg Kurstin, Sia Furler, Will Gluck) - „Yellow Flicker Beat” – Az éhezők viadala: A kiválasztott – 1. rész (Lorde) |
| Legjobb animációs film | Legjobb idegen nyelvű film |
| - Így neveld a sárkányodat 2. - A Lego-kaland - Az élet könyve - Doboztrollok - Hős6os | - Leviatán – Oroszország (oroszul) - Ida – Lengyelország / Dánia (lengyelül) - Lavina – Svédország / Franciaország (svédül) - Mandarinok – Észtország / Grúzia (észtül) - Válólevél – Izrael (héberül)                                                                          |

### Televíziós alkotások
A nyertesek a táblázat első sorában, félkövérrel vannak jelölve. Az előző évben nyertes televíziós sorozatokra a „ ♕ ” jel emlékeztet.
| Legjobb televíziós sorozatok | Legjobb televíziós sorozatok |
| Filmdráma | Vígjáték vagy zenés film |
| --- | --- |
| - The Affair - Downton Abbey - Trónok harca - A férjem védelmében - Kártyavár                                                                                       | - Transparent - Csajok - Jane the Virgin - Orange Is the New Black - Szilícium-völgy |
| Minisorozat vagy tévéfilm | |
| - Fargo - The Missing - Igaz szívvel - Olive Kitteridge - A törvény nevében                                                                                         | |
| Legjobb alakítás televíziós sorozatban (filmdráma) | |
| Színész | Színésznő |
| - Kevin Spacey – Kártyavár - Clive Owen – A sebész - Liev Schreiber – Ray Donovan - James Spader – Feketelista - Dominic West – The Affair                          | - Ruth Wilson – The Affair - Claire Danes – Homeland - Viola Davis – Hogyan ússzunk meg egy gyilkosságot? - Julianna Margulies – A férjem védelmében - Robin Wright – Kártyavár               |
| Legjobb alakítás televíziós sorozatban (vígjáték vagy zenés film)                                                                                                   | |
| Színész | Színésznő |
| - Jeffrey Tambor – Transparent - Louis C.K. – Louie - Don Cheadle – Gátlástalanok - Ricky Gervais – Derek - William H. Macy – Shameless – Szégyentelenek            | - Gina Rodriguez – Jane the Virgin - Lena Dunham – Csajok - Edie Falco – Jackie nővér - Julia Louis-Dreyfus – Az alelnök - Taylor Schilling – Orange Is the New Black                         |
| Legjobb alakítás televíziós minisorozatban vagy tévéfilmben | |
| Színész | Színésznő |
| - Billy Bob Thornton – Fargo - Martin Freeman – Fargo - Woody Harrelson – A törvény nevében - Matthew McConaughey – A törvény nevében - Mark Ruffalo – Igaz szívvel | - Maggie Gyllenhaal – The Honourable Woman - Jessica Lange – Amerikai Horror Story (4. évad) - Frances McDormand – Olive Kitteridge - Frances O’Connor – The Missing - Allison Tolman – Fargo |
| Legjobb mellékszereplő televíziós sorozatban, minisorozatban vagy tévéfilmben                                                                                       | |
| Mellékszereplő színész | Mellékszereplő színésznő |
| - Matthew Bomer – Igaz szívvel - Alan Cumming – A férjem védelmében - Colin Hanks – Fargo - Bill Murray – Olive Kitteridge - Jon Voight – Ray Donovan               | - Joanne Froggatt – Downton Abbey - Uzo Aduba – Orange Is the New Black - Kathy Bates – Amerikai Horror Story (4. évad) - Allison Janney – Anya - Michelle Monaghan – A törvény nevében       |

## Különdíjak

### Cecil B. DeMille-életműdíj
- George Clooney

### Miss Golden Globe
- Greer Grammer[6]

## Többszörös jelölések és elismerések
Mozifilmek
| Jelölés | Díj | Cím                                      |
| ------- | --- | ---------------------------------------- |
| 7       | 2   | Birdman avagy (A mellőzés meglepő ereje) |
| 5       | 3   | Sráckor                                  |
| 5       | 0   | Kódjátszma                               |
| 4       | 2   | A mindenség elmélete                     |
| 4       | 1   | A Grand Budapest Hotel                   |
| 4       | 1   | Selma                                    |
| 4       | 0   | Holtodiglan                              |
| 3       | 1   | Nagy szemek                              |
| 3       | 0   | Foxcatcher                               |
| 3       | 0   | Vadregény                                |
| 2       | 0   | Annie                                    |
| 2       | 0   | St. Vincent                              |

Televíziós filmek
| Jelölés | Díj | Cím                             |
| ------- | --- | ------------------------------- |
| 5       | 2   | Fargo                           |
| 4       | 0   | A törvény nevében               |
| 3       | 2   | The Affair                      |
| 3       | 1   | Kártyavár                       |
| 3       | 1   | Igaz szívvel                    |
| 3       | 0   | A férjem védelmében             |
| 3       | 0   | Olive Kitteridge                |
| 3       | 0   | Orange Is The New Black         |
| 2       | 2   | Transparent                     |
| 2       | 1   | Downton Abbey                   |
| 2       | 1   | Jane the Virgin                 |
| 2       | 0   | Amerikai Horror Story (4. évad) |
| 2       | 0   | Csajok                          |
| 2       | 0   | Ray Donovan                     |
| 2       | 0   | The Missing                     |

Személyek
| Jelölés | Díj | Név                         |
| ------- | --- | --------------------------- |
| 0       | 0   | Nem volt többszörös jelölt. |

## Díjátadó személyek
A Hollywoodi Külföldi Tudósítók Szövetsége a következő személyeket kérte fel a díjak átadására:
- Amy Adams – legjobb színész (musical vagy vígjáték)
- Jennifer Aniston és Benedict Cumberbatch – legjobb férfi mellékszereplő
- Kate Beckinsale és Adrien Brody – legjobb színésznő (televíziós minisorozat vagy tévéfilm)
- Jack Black – Sráckor
- Don Cheadle és Julianna Margulies – Cecil B. DeMille-életműdíj
- Bryan Cranston és Kerry Washington – legjobb színésznő, televíziós sorozat (musical vagy vígjáték), valamint legjobb televíziós sorozat (musical vagy vígjáték)
- Jamie Dornan és Dakota Johnson – legjobb mellékszereplő színésznő (televíziós sorozat, televíziós minisorozat vagy tévéfilm)
- Robert Downey Jr. – legjobb komédia vagy musical
- David Duchovny és Katherine Heigl – legjobb színész, televíziós sorozat (dráma)
- Anna Faris és Chris Pratt – legjobb színésznő, televíziós sorozat (dráma)
- Colin Farrell és Lupita Nyong'o – legjobb idegen nyelvű film
- Colin Firth – Kódjátszma
- Jane Fonda és Lily Tomlin – legjobb színész, televíziós sorozat (musical vagy vígjáték)
- Harrison Ford – legjobb filmrendező
- Bill Hader és Kristen Wiig – legjobb forgatókönyv
- Kevin Hart és Salma Hayek – legjobb animációs film, valamint Miss Golden Globe
- Katie Holmes és Seth Meyers – legjobb mellékszereplő színész (televíziós sorozat, televíziós minisorozat vagy tévéfilm)
- Kate Hudson – Vadregény
- Ricky Gervais – legjobb színésznő (musical vagy vígjáték)
- Jared Leto – legjobb női mellékszereplő
- Adam Levine és Paul Rudd – legjobb televíziós sorozat (dráma)
- Jennifer Lopez és Jeremy Renner – legjobb televíziós minisorozat vagy tévéfilm, valamint legjobb színész (televíziós minisorozat vagy tévéfilm)
- Melissa McCarthy – St. Vincent
- Matthew McConaughey – legjobb színésznő (dráma)
- Sienna Miller és Vince Vaughn – legjobb eredeti filmzene
- Clive Owen – A mindenség elmélete
- Gwyneth Paltrow – legjobb színész (dráma)
- Prince – legjobb eredeti filmbetétdal
- Meryl Streep – legjobb filmdráma
- Channing Tatum – Foxcatcher
- Naomi Watts – Birdman avagy (A mellőzés meglepő ereje)
- Owen Wilson – A Grand Budapest Hotel
- Oprah Winfrey – Selma
- Catherine Zeta-Jones – Büszkeség és bányászélet